# Міст Конрада Аденауера (Мангайм)
49°28′52″ пн. ш. 8°27′23″ сх. д. / 49.48111111° пн. ш. 8.45638889° сх. д.

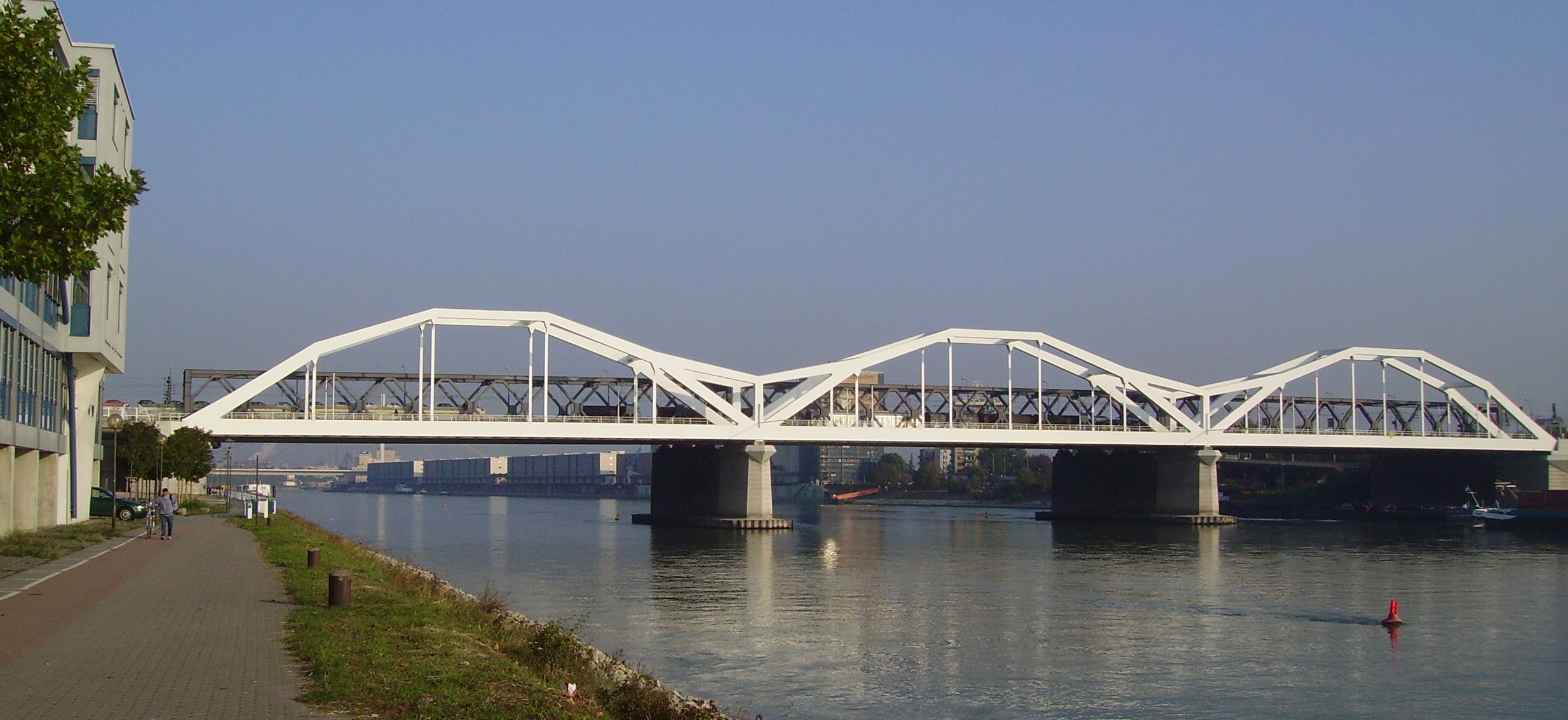
Міст Конрада Аденауера

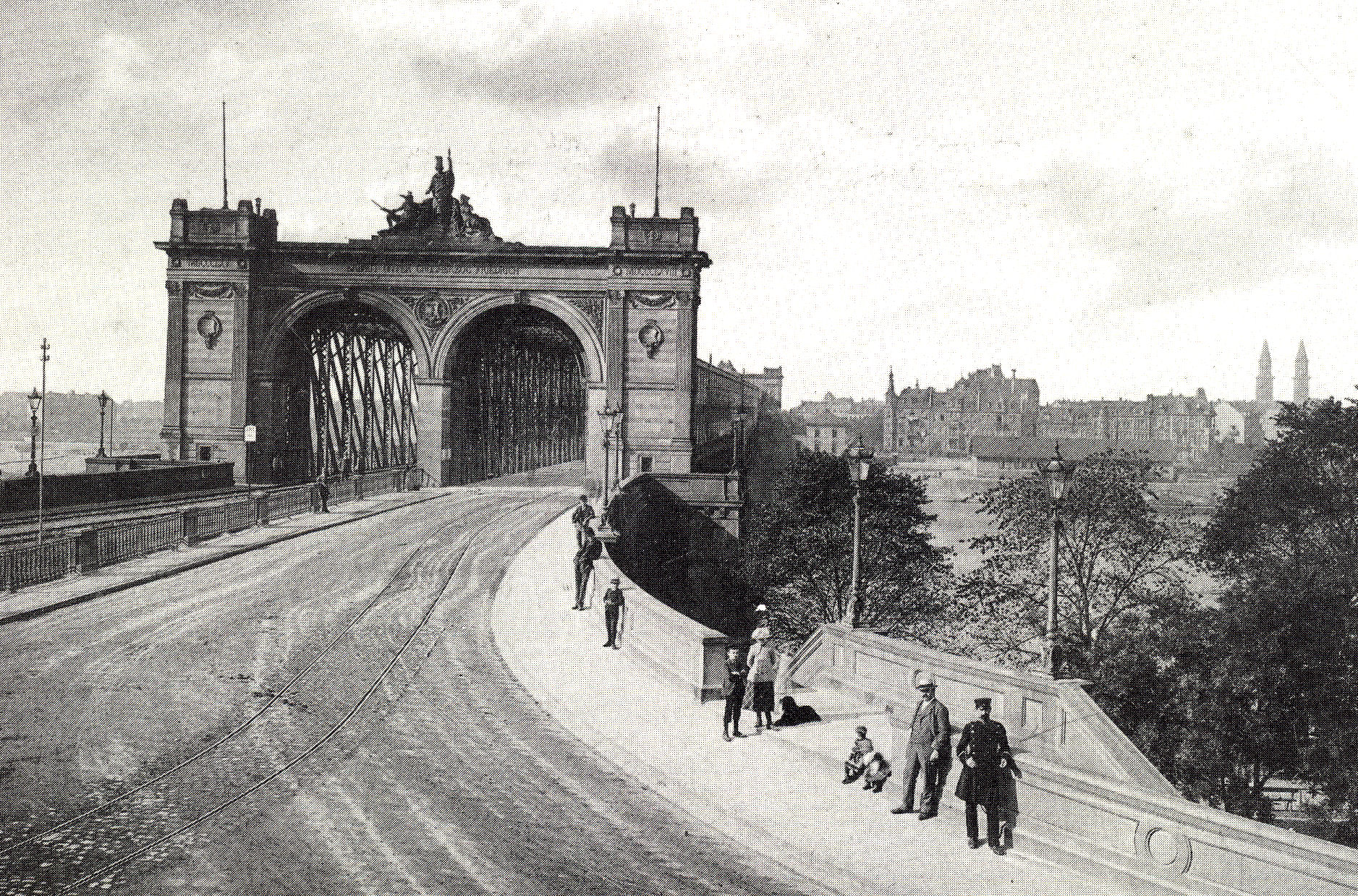
Рейнський міст 1893 року з порталом з боку Мангайма

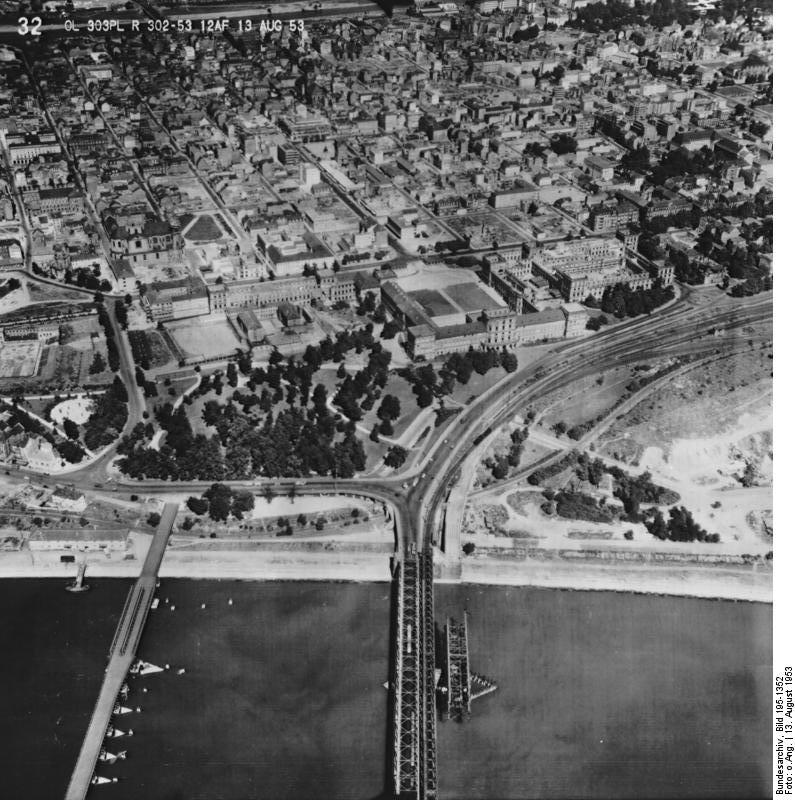
Тимчасові мости 1953 року

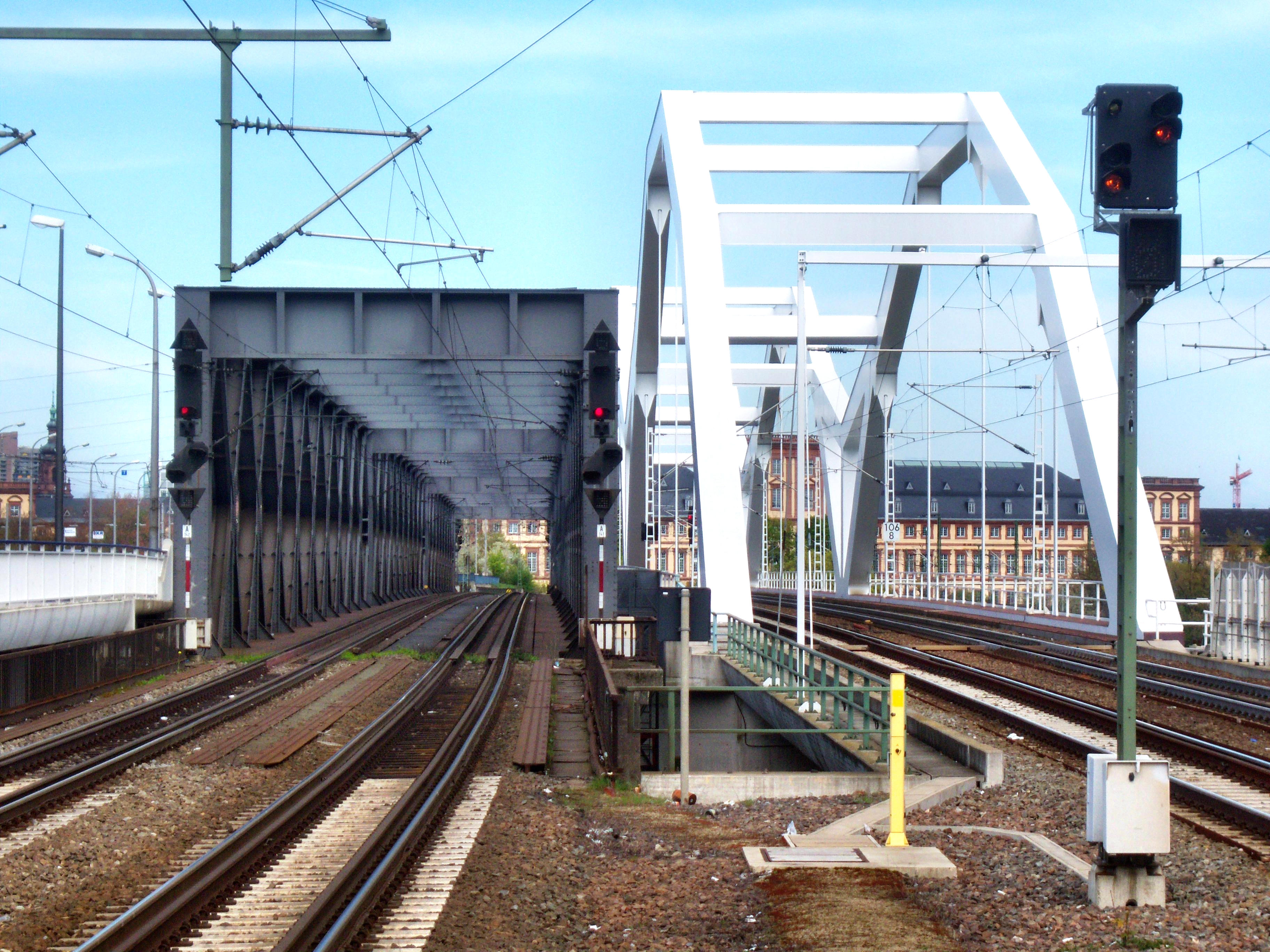
Залізничні мости Конрада Аденауера — ліворуч старий міст, праворуч новий міст

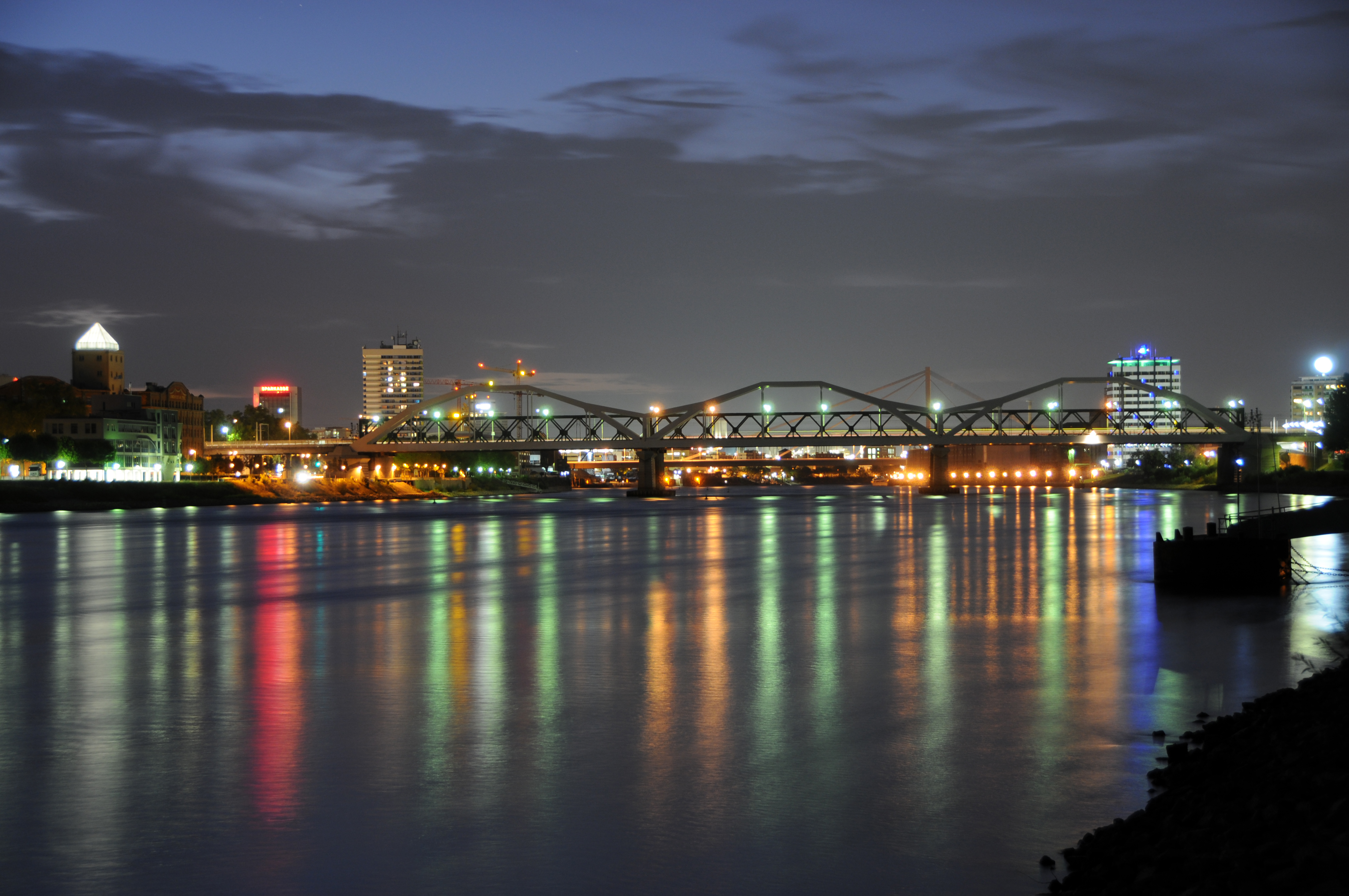
Вид зі Стефанінуфера, Мангайм-Лінденгоф, вночі

Міст Конрада Аденауера (нім. Konrad-Adenauer-Brücke) — один із двох автомобільних мостів, що перетинають Рейн між німецькими містами Мангаймом і Людвігсгафен-на-Рейні. 
Приблизно за 1200 м на північ від нього знаходиться міст Курта Шумахера.

## Опис
Міст Конрада Аденауера, який сьогодні складається з трьох паралельних, технічно дуже різних мостових конструкцій, розташований приблизно на місці найстарішого мостового сполучення від Мангайма через Рейн. 
Північний міст є автомобільним з двома трамвайними коліями посередині. 
Праворуч і ліворуч від колій — проїжджі частини по дві смуги в кожному напрямку. 
На мосту є велосипедні та пішохідні доріжки. 
Середня мостова конструкція — залізничний сталевий кроквяний міст. 
У 1999 році відкрито південну мостову конструкцію — арковий міст для руху потягів S-Bahn.
Зупинний пункт Людвігсгафен-Мітте знаходиться безпосередньо поруч з мостом Конрада Аденауера. 
З боку Мангайма колії ведуть до платформ станції Мангайм-Головний, приблизно за 700 м.

## Історія
У 1669 році курфюрст Карл Людвіг побудував плавучий міст, який складався з платформи, прикріпленої до двох барж, які стояли на якорі в Рейні.
У 1705 році цей міст був замінений понтонним мостом, який довелося відновити внаслідок повені.
В епоху індустріалізації та залізниці до 1863 року стало все більш важливим побудувати стаціонарний міст на місці понтонного. 
Міст був спроектований в 1863-1864 рр. 
Першим головою комісії з планування був Поль Каміль фон Дені. 
Комбінований автомобільно-залізничний міст побудовано в 1865-1868 рр. 
Вражаючі портальні будівлі, спроектовані архітектором Карлсруе Йозефом Дурмом, були побудовані на кінцях мосту. 
На залізничному мосту встановлено скульптуру Мінерви з промисловістю та торгівлею роботи Карла Фрідріха Моеста. 

Самі мости були побудовані як 10-метрові сталеві ферми. 
Їх загальна довжина становила близько 270 м, ширина залізничного мосту – 7,5 м, а автомобільного – 6,5 м. 
З кожного боку була пішохідна доріжка шириною 1,8 м. 
У 1906 році міст виявився занадто вузьким. 
До 1928 року почали планувати модернізацію мосту. 
У 1931-1932 рр. безпосередньо біля існуючого мосту був побудований новий залізничний міст. 
Старий залізничний міст був переобладнаний для автомобільного руху. 
Новий міст також побудований зі сталевим каркасом, але без арок. 
У 1936 році нацисти назвали міст на честь Альберта Лео Шлагетера. 

Наприкінці Другої світової війни 20 березня 1945 року міст був підірваний німецькою армією. 
Після війни в липні 1946 року через річку Рейн були побудовані тимчасові мости, які сполучили залізницю, а в грудні 1948 року — дорогу.

### Міст Конрада Аденауера
Автомобільний міст перебудовано в 1956-1959 рр. і відкрито 24 жовтня 1959 року під назвою «Міст через Рейн». 
У 1967 році його найменовано мостом Конрада Аденауера. 

Окремий міст S-Bahn побудовано безпосередньо поруч із залізничним мостом в 1997-1999 рр.

## Технічні характеристики
- залізничний міст 1955 року
  - тип: сталевий кроквяний міст
  - довжина: 273,9 м
  - проліт: 3 х 91,3 м
  - висота: 10 м
- залізничний міст 2000 року
  - тип: арковий міст
  - довжина: 273,9 м
  - проліт: 3 х 91,3 м
  - висота: 20 м
- автомобільний міст
  - тип: балковий міст
  - довжина: 273,9 м
  - проліт: 3 х 91,3 м
  - ширина: 30,2 м